# アメリカレンカク

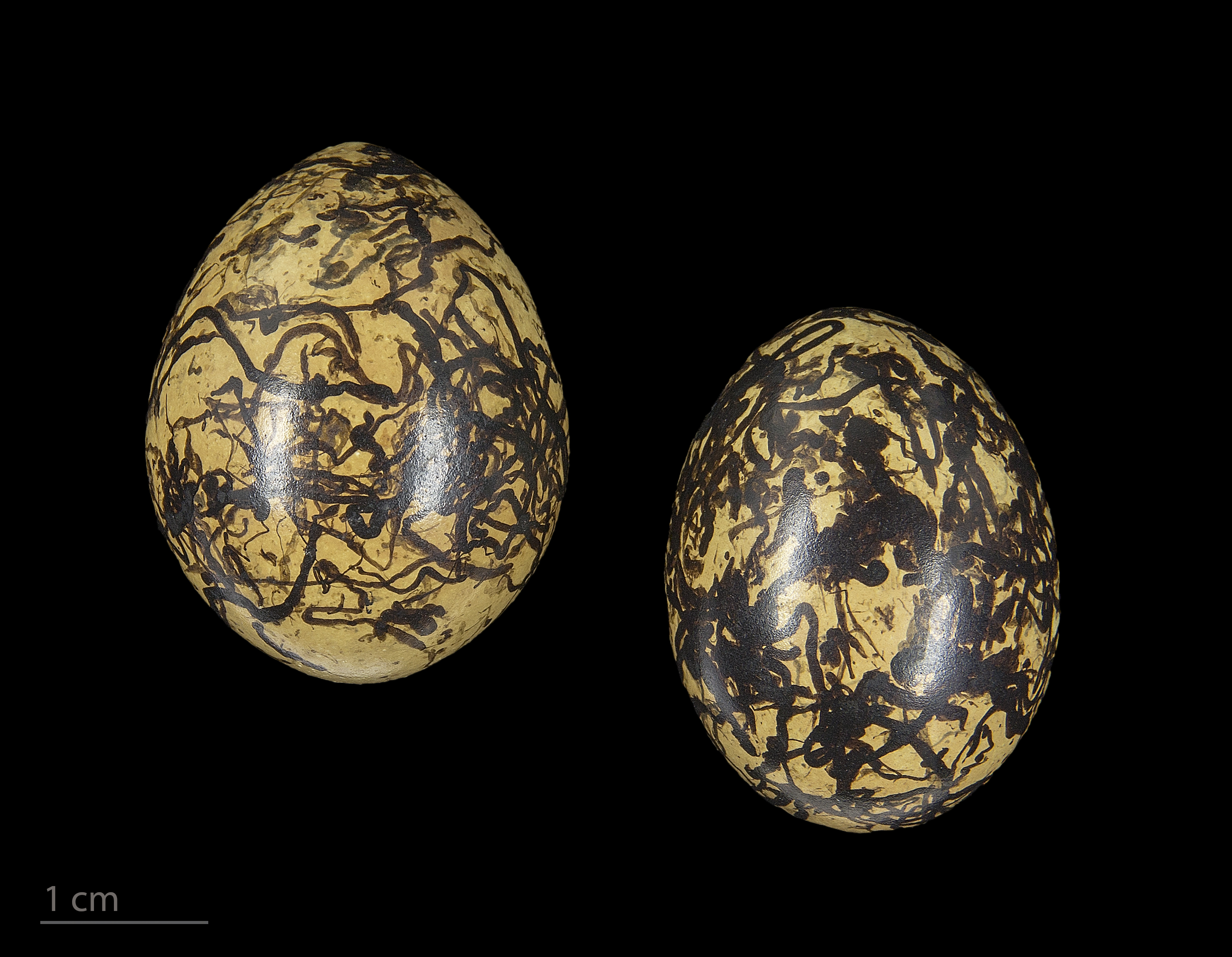
Jacana spinosa

アメリカレンカク（亜米利加蓮鶴、学名：Jacana spinosa）は、チドリ目レンカク科に分類される鳥類の一種。

## 分布
メキシコ、ジャマイカ、キューバ、コスタリカに生息する。 